# 隆发县
隆发县是柬埔寨腊塔纳基里省下辖的一个县。
附近的隆发野生动植物保护区以这个县名字命名。